# Громов, Юрий Николаевич
Юрий Николаевич Громов (3 мая 1905, Москва — 2 августа 1948, Москва) — советский сценарист, ученик Н. Зархи, В. Туркина, Сергея Юткевича и В. Шкловского.

## Биография
Родился в 1905 году в Москве.
С детства был очень способным ребёнком и увлёкся рисованием, а также гравировкой по металлу. Параллельно с учёбой в средней школе, проходил также обучение в школе полиграфического искусства. Начиная с 1919 года работал подсобным рабочим в различных театрах, а начиная с 1925 года вошёл в штат газеты Молодой Ленинец, где писал очерки, рецензии и фельетоны. В 1927 году Сергей Юткевич пригласил его в киносекцию РАПП, позже учился у Н. Зархи, В. Туркина и В. Шкловского в мастерской при киностудии Госкино.
Во второй половине 1940-х годов работал старшим редактором на киностудии «Союздетфильм».
Умер в августе 1948 года, похоронен на Пятницком кладбище.

## Семья
В браке с актрисой Марией Гавриловой родилась дочь Ярослава.

## Фильмография

### Сценарист
- 1928 —
  - «Кружева»[1] (оригинальный текст — М. Колосов)
  - «Мой сын»[1]

## Сочинения
- Бегак Б. А., Громов Ю. Н. Большое искусство для маленьких: пути детского художественного фильма. — М.: Госкиноиздат, 1949.